# خريطة بيرشينغ

خريطة الطرق السريعة في الولايات المتحدة الأمريكية

خريطة بيرشينج: هي أول مخطط لنظام الطرق السريعة الوطنية في الولايات المتحدة، مع العديد من الطرق المقترحة في وقت لاحق تشكيل جزء كبير من نظام الطريق السريع بين الولايات.
نظمت فيه جيش الولايات المتحدة أدرك أنه لا يمكن أن يستجيب بصورة مرضية لمطتلبات الحرب العالمية الأولى والاحتياجات الوجستية من قبل السكك الحديدية وحدها، مع الجولة الأولى في عام 1917 من توليدو، أوهايو إلى بالتيمور، ميريلاند. بعد هذه المحنة ولمدة شهرين ادرك الجيش الأميركي ان بناء قافلة للسيارات عبر القارات سيكون مفيدا جدا وتم البناء لأول طريق سريق عابر لقارة أمريكا الشمالية في عام 1919 ولان ضرورة تحسين البنية التحتية أصبحت أكثر وضوحا.
احتاجت الولايات المتحدة الأمريكية للمواد الاولية للفوز بالحرب العالمية الأولى وكانت خريطة بيرشينغ في الخريطة التي ربطت الولايات الشرقية بالغربية وبعدها الشمال والجنوب لتسهيل نقل الفحم وغيره من المواد الاولية.